# Energielieferung
Energielieferung ist das entgeltliche Zurverfügungstellen von Energie an einen Verbraucher oder sonstigen Endkunden oder einen Zwischenhändler. Energie wird in Form von Wärmeenergie (Fernwärme), elektrischer Energie (Strom) oder mechanischer Energie (zum Beispiel Dampf, Sattdampf, Druckluft) von einem Energieversorgungsunternehmen oder Contractor zur Verfügung gestellt.

## Rechtliche Grundlagen
Die Ausführungen beziehen sich auf deutsches Recht. In der Regel wird zwischen Energieerzeuger/Energieversorgungsunternehmen und Kunden oder Zwischenhändler ein Absatzvertrag über die zu liefernde Energie geschlossen, z. B. ein Wärme- oder Stromliefervertrag. Grundlagen hierfür sind u. a. das Bürgerliche Gesetzbuch (BGB), das Energiewirtschaftsgesetz (EnWG), die Stromgrundversorgungsverordnung (StromGVV), Gasgrundversorgungsverordnung (GasGVV), Stromnetzzugangsverordnung (StromNZV), Gasnetzzugangsverordnung (GasNZV), Niederspannungsanschlussverordnung (NAV), Niederdruckanschlussverordnung (NDAV) und die Verordnung über allgemeine Bedingungen für die Versorgung mit Fernwärme (AVBFernwärmeV). Bis zum 8. November 2006 galten die AVBEltV und AVBGasV, die mit Inkrafttreten NAV bzw. NDAV aufgehoben wurden.
Grundsätzlich handelte es sich bei Energielieferverträgen um eine Form des Kaufes, der durch weitere Elemente, insbesondere Vereinbarungen zu Zeiten, Mengen, Tarif, Rabattbedingungen u. a. ergänzt wird. Es haben sich auch Sonderformen wie das Contracting bzw. Wärme-Contracting herausgebildet.